# Belgodère
Belgodère är en kommun i departementet Haute-Corse på ön Korsika i Frankrike. Kommunen ligger i kantonen Belgodère som tillhör arrondissementet Cavi. År 2022 hade Belgodère 773 invånare.

## Befolkningsutveckling
Antalet invånare i kommunen Belgodère
Referens:INSEE